# Верховное командование люфтваффе
ОКЛ (нем. Oberkommando der Luftwaffe, нем. OKL) — Верховное командование люфтваффе, верховный орган управления ВВС Германии до и во время Второй мировой войны.
Создано 2 июня 1937 года на базе структурных подразделений Министерства авиации. Во главе ОКЛ стоял главнокомандующий люфтваффе (до мая 1945 года им был рейхсмаршал Герман Геринг), который одновременно являлся имперским министром авиации.

## Структурная организация
В непосредственном подчинении главнокомандующего находилось Министерское управление. Все службы ОКЛ были разделены между двумя высшими должностными лицами:
- начальник Генерального штаба ВВС, который контролировал все оперативные подразделения ОКЛ;
- статс-секретарь Имперского министерства авиации, которому подчинялись Центральный отдел, Общее управление, Техническое управление, Административное управление, Управление снабжения, Управление личного состава.

1 февраля 1939 года была проведена реорганизация ОКЛ, причём наиболее разветвлённую структуру получили ведомства, подчиненные статс-секретарю Имперского министерства авиации. В то же время ряд подчиненных статс-секретарю должностных лиц (например, начальник боевого снабжения — генерал-люфтцойгмейстер) получили широкие полномочия и фактически были подчинены напрямую Герману Герингу.
В результате ОКЛ приняло следующий вид (причём теоретически все ведомства, кроме Министерского управления и Генштаба курировались и подчинялись Эрхарду Мильху):
- Министерское управление;
- Генеральный штаб люфтваффе;
- Общее управление (ALA);
- Начальник боевого снабжения, которому подчинялись:
  - Техническое управление (TA)
  - Управление снабжения (LNA);
- Административное управление (LWA);
- Центральный отдел (LZ);
- Управление личного состава (LPA);
- Инспекции.

Подобная структура, однако, долго не продержалась и после начала 2-й мировой войны претерпела ряд существенных изменений:
1. в непосредственном подчинении статс-секретаря Имперского министерства авиации оставлены Центральный отдел, Техническое управление, Управление снабжения, управленческая группа военной экономики и бюджета;
2. из Генштаба выделен отдел учебных заведений;
3. в ведение шефа ПВО (нем. Chef der Luftabwehr) переданы:
- управленческая группа воздушных сообщений (нем. Amtsgruppe Luftverkehr);
- отдел высшей администрации, воздушная инспекция (нем. Abteilung Hoheitsverwaltung, Luftaufsicht);
- отдел Имперской службы погоды (нем. Abteilung Reichswetterdienst);
- отдел Имперской службы безопасности полетов (нем. Abteilung Reichsflugsicherung);
- Административное управление;
- Бюджетный отдел (нем. Haushaltsabteilung);
- Строительный отдел (нем. Abteilung Bauwesen);

4. расширены права начальника Управления личного состава;
5. в ведение шефа боевой подготовки (нем. Chef des Ausbildungswesens) переданы:
- отдел боевой подготовки (нем. Ausbildungsabteilung);
- отдел уставов и учебных пособий (нем. Vorschriften- und Lehrmittelabteilung);
- инспекции.

В целом подобная структура ОКЛ сохранялась (с незначительными изменениями) на протяжении большей части войны. Последняя крупная реорганизация была проведена 15 августа 1944 года, причём главной её причиной стало удаление с руководящих постов Мильха и, как следствие, новое перераспределение обязанностей в ОКЛ и Имперском министерстве авиации. В результате структура ОКЛ приняла, в целом, следующий вид:
- начальник Генштаба люфтваффе, с подчиненным ему генерал-квартирмейстером и шефом связи ВВС;
- шеф личного состава ВВС и национал-социалистического руководства;
- шеф технических вооружений (нем. Chef der technischen Luftrüstung), которому подчинялись:
  - главный отдел (нем. Chefabteilung),
  - отдел отечественных и зарубежных вооружений (нем. Abteilung In- und Ausl. Luftrüstung),
  - управленческая группа авиационных разработок (нем. Amtsgruppe Flugzeugentwicklung),
  - отдел поставок (нем. Beschaffung),
  - отдел горючего (нем. Mineralöl),
- управленческая группа разработок зенитного вооружения (нем. Amtsgruppe Flak-Entwicklung),
- отдел зенитного вооружения (нем. Abteilung Flakrüstung),
- ликвидационный штаб генерал-флюгцойгмейстера (нем. Abwicklungsstab Generalflugzeugmeister),
- испытательное командование ведомства разработок люфтваффе (нем. Kommando der Entwicklungsstelle der Luftwaffe),
- главный интендант люфтваффе (нем. Chefintendant der Luftwaffe);
- шеф боевой подготовки (нем. Chef des Ausbildungswesens), которому подчинялись инспекторы (генералы) различных видов ВВС, а также:
  - отдел личного состава (нем. Personalabteilung),
  - отдел боевой подготовки (нем. Ausbildungsabteilung),
  - квартирмейстерский отдел (нем. Quartiermeisterabteilung),
  - отдел уставов и учебных пособий,
  - отдел технического образования (нем. Abteilung technische Ausbildung).

## Главнокомандующий люфтваффе — Рейхсминистр авиации
| №                                    | Имя (Годы жизни)                     | Имя (Годы жизни)                     | Служба                               | Служба                               | Служба                               |
| №                                    | Имя (Годы жизни)                     | Имя (Годы жизни)                     | Воинское звание                      | Вступил в должность                  | Освобождён от должности              |
| нем. Oberbefehlshaber der Luftwaffe. | нем. Oberbefehlshaber der Luftwaffe. | нем. Oberbefehlshaber der Luftwaffe. | нем. Oberbefehlshaber der Luftwaffe. | нем. Oberbefehlshaber der Luftwaffe. | нем. Oberbefehlshaber der Luftwaffe. |
| ------------------------------------ | ------------------------------------ | ------------------------------------ | ------------------------------------ | ------------------------------------ | ------------------------------------ |
| 1                                    |                                      | Герман Геринг (1893—1946)            | Рейхсмаршал                          | 9 марта 1935 года                    | 23 апреля 1945 года                  |
| 2                                    |                                      | Роберт фон Грейм (1892—1945)         | Генерал-фельдмаршал                  | 26 апреля 1945 года                  | 24 мая 1945 года                     |

## Начальники генерального штаба Люфтваффе
| №                                         | Имя (Годы жизни)                          | Имя (Годы жизни)                          | Служба                                    | Служба                                    | Служба                                    |
| №                                         | Имя (Годы жизни)                          | Имя (Годы жизни)                          | Воинское звание                           | Вступил в должность                       | Освобождён от должности                   |
| нем. Chef des Generalstabes der Luftwaffe | нем. Chef des Generalstabes der Luftwaffe | нем. Chef des Generalstabes der Luftwaffe | нем. Chef des Generalstabes der Luftwaffe | нем. Chef des Generalstabes der Luftwaffe | нем. Chef des Generalstabes der Luftwaffe |
| ----------------------------------------- | ----------------------------------------- | ----------------------------------------- | ----------------------------------------- | ----------------------------------------- | ----------------------------------------- |
| 1                                         |                                           | Вальтер Вефер (1887—1936)                 | Генерал авиации                           | 1 марта 1935 года                         | 3 июня 1936 года                          |
| 2                                         |                                           | Альберт Кессельринг (1885—1960)           | Генерал-фельдмаршал                       | 5 июня 1936 года                          | 31 мая 1937 года                          |
| 3                                         |                                           | Ганс-Юрген Штумпф (1889—1969)             | Генерал-оберст                            | 1 июня 1937 года                          | 31 января 1939 года                       |
| 4                                         |                                           | Ганс Ешоннек (1899—1943)                  | Генерал-оберст                            | 1 февраля 1939 года                       | 18 августа 1943 года                      |
| 5                                         |                                           | Гюнтер Кортен (1898—1944)                 | Генерал-оберст                            | 3 сентября 1943 года                      | 22 июля 1944 года                         |
| 6                                         |                                           | Вернер Клейпе (1904—1967)                 | Генерал авиации                           | 1 августа 1944 года                       | 28 октября 1944 года                      |
| 7                                         |                                           | Карл Коллер (1898—1951)                   | Генерал-оберст                            | 12 ноября 1944 года                       | 8 мая 1945 года                           |
| 8                                         |                                           | Ганс-Юрген Штумпф (1889—1969)             | Генерал-оберст                            | 8 мая 1945 года                           | 23 мая 1945 года                          |

## Начальники оперативного штаба Люфтваффе
нем. Chef des Führungsstabs der Luftwaffe
- Генерал-майор Бернгард Кюль (1 апреля 1934 — 30 сентября 1935 года);
- Генерал-лейтенант Альберт Кессельринг (1 октября 1935 — 1 июня 1936 года);
- Генерал-майор Хельмут Фолькман (9 июня 1936 — 1 ноября 1937 года);
- Генерал-майор Рудольф Богач (1 ноября 1937 — 1 декабря 1937 года);
- Генерал-майор Бернгард Кюль (1 декабря 1937 — 1 февраля 1938 года);
- Генерал-майор Отто Хоффманн фон Вальдау (1 февраля 1938 — 10 апреля 1942 года);
- Генерал-майор Ганс Йешоннек (12 апреля 1942 — 18 августа 1943 года);
- Генерал-майор Рудольф Мейстер (1 июня 1943 года  — 4 сентября 1943 года);
- Генерал-майор Карл Коллер (4 сентября 1943 года  — 1 сентября 1944 года);
- Генерал-майор Экхард Кристиан (1 сентября 1944 года — 12 марта 1945 года);

## Генерал-инспекторы Люфтваффе
нем. Der Generalinspekteur der Luftwaffe; должность упразднена в январе 1945 года
- Генерал-лейтенант Бернгард Кюль (1 февраля 1938 — 31 января 1939 года);
- Генерал-фельдмаршал Эрхард Мильх (1 февраля 1939 — 7 января 1945 года).

## Начальники штаба ПВО
- Генерал зенитных войск Гюнтер Рюдель (1 февраля 1938 — 1 февраля 1939 года);
- Генерал авиации Ганс-Юрген Штумпф (1 февраля 1939 — 23 декабря 1943 года);
- Генерал-лейтенант Хуберт Вейзе (23 декабря 1943 — 6 января 1944 года);
- Генерал-лейтенант Ганс Берендт (16 марта 1944 — 20 апреля 1945 года);
- Генерал-фельдмаршал Карл Флейшер (20  апреля — 23 мая 1945 года).